# تامی براون (بازیکن فوتبال، زاده ۱۹۰۶)
تامی براون (انگلیسی: Tommy Brown؛ زادهٔ q3 1906) بازیکن فوتبال اهل بریتانیا است.
از باشگاه‌هایی که در آن بازی کرده‌است می‌توان به باشگاه فوتبال چارلتون اتلتیک، باشگاه فوتبال یورک سیتی، باشگاه فوتبال فولام، باشگاه فوتبال نیوکاسل یونایتد، و باشگاه فوتبال کروک تاون اشاره کرد.